# ショッピングタウンアクロス能代
ショッピングタウンアクロス能代（ショッピングタウンアクロスのしろ）は、秋田県能代市字寺向にあるショッピングモール。大和ハウス工業グループの大和ハウスリアルティマネジメントが管理・運営を行っている。

## 概要
能代市字寺向の国道7号沿いに、大和情報サービスが秋田県で3番目に開発したショッピングモール。能代市では初めての郊外型大型商業施設であり、店舗面積でも「能代ショッピングセンター」を抜いて能代山本地区では最大級である。
核店舗は大館市に本社を置く伊徳が運営する「いとく能代ショッピングセンター」。平屋建てのフロアで、南側半分は食品売場。北側半分は衣料品売場や書籍、アミューズメント、フードコートなどがある。

## 沿革
- 1999年（平成11年）9月23日 - 「ショッピングタウンアクロス能代」オープン[1]。
- 年月日不明 - 「エルバート能代店」オープン。

・2001年 (平成13年)　2月26日、エルバートの親会社秋田ト一屋は秋田地方裁判所に会社更生法の適用を申請し倒産した。また同日にはエルバートも会社更生法の適用を申請し倒産した。負債総額は両社と合わせて約40億円。だが、その後エルバートは株式会社 エルバートとして営業を続ける。
- 2007年（平成19年）8月1日 - チヨダからラスコムへの店舗譲渡に伴い、「ハローマック能代店」から「ポプラ館能代店」に改称。
- 2008年（平成20年）3月23日 - 「セイタイトー能代」閉店。
- 2009年（平成21年）
  - 2月4日 - 「かっぱ寿司能代店」オープン。
  - 3月5日 - ラスコムが札幌地裁に破産手続開始を申し立て。「ポプラ館能代店」営業休止。
  - 3月15日 - 「FOOTPARK能代店」閉店。
  - 3月27日 - 「ジーユー能代店」オープン。
  - 7月1日 - 「いとく能代ショッピングセンター」リニューアルオープン。
- 2012年（平成24年）7月14日 - 「ミスタードーナツ能代ショップ」オープン。
- 2015年（平成27年）8月30日 - 「ジーユーアクロス能代店」閉店。
- 年月日不明 -  秋田ト一屋、ドジャース統合、株式会社 エルバートとしても経営不振の為「エルバート能代店」閉店。エルバート関連企業では最後の店舗となった。
- 2017年（平成29年）7月17日 - 「ミスタードーナツ能代ショップ店」閉店。
- 2019年（令和元年）9月22日 - 「ユニクロ秋田アクロス能代店」閉店。
- 2021年（令和3年）10月24日 - イオンタウン能代に移転のため「サンデー能代店」閉店。
- 2022年（令和4年）9月14日 - 「ホームセンターハッピー能代店」オープン。
- 2024年（令和6年）
  - 8月31日 - 「ホームセンターハッピー能代店」閉店。
  - 9月1日 - 「GEO能代店」閉店。
  - 9月30日 - 「ケンタッキーフライドチキンアクロス能代店」閉店。

## テナント
- いとく能代ショッピングセンター

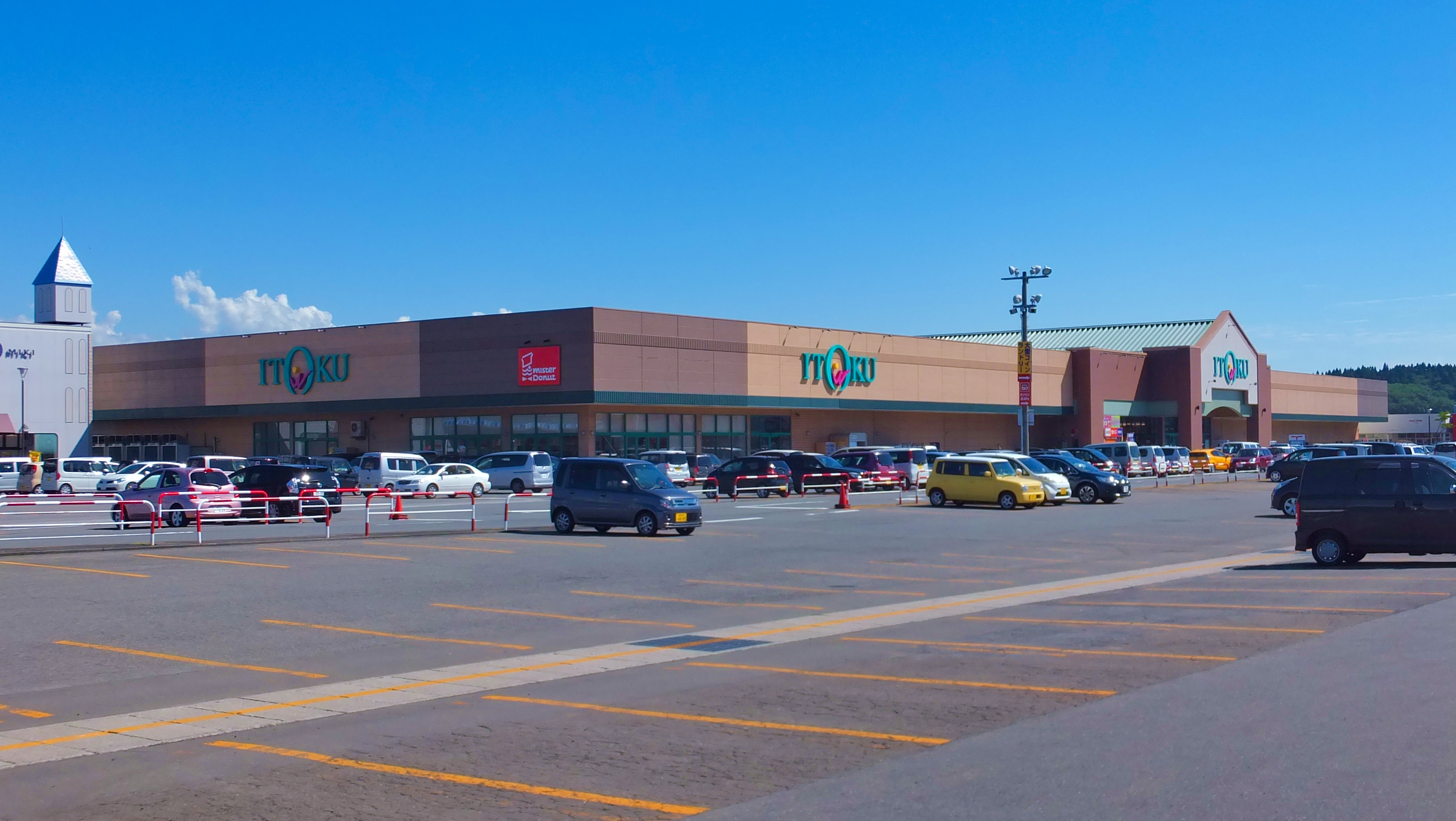
いとく能代ショッピングセンター

  - ソユープレイランドソピアいとくアクロス能代店
  - BOOKSアルファ能代SC店
- ガルドドラッグ能代店
- カメラのキタムラ能代・アクロス能代店
  - スタジオマリオ能代・アクロス能代店
- メガネ パリミキアクロス能代店
- 上州屋能代店
- かっぱ寿司能代店
- ザ・ダイソー秋田能代店
- シュープラザアクロス能代店
- アクロスランドリー能代店
- オカモト セルフ能代アクロス
- ワールドプラスジム能代店
- Luck Luckアクロス能代店
- ラーメン哲學
- ATM
  - 秋田銀行能代支店ショッピングタウンアクロス能代出張所
  - 北都銀行能代支店ショッピングタウンアクロス能代出張所
  - 羽後信用金庫能代南支店ショピングタウン アクロス能代出張所
  - ゆうちょ銀行仙台支店アクロス能代内出張所
  - セブン銀行アクロス能代共同出張所